# Intext
intext（インテクスト）は2007年に見増勇介（みます ゆうすけ）、尾崎祐介（おざき ゆうすけ）、外山央（とやま ひろし）によって結成された日本のアート・デザインユニット。

## 来歴
2004年に尾崎祐介と見増勇介により開始された。2007年より外山央が加わる。アート・プログラムへの参加やデザイン、出版物の制作、音響・映像制作などをおこなう。2014年に真下武久が加わる。これまでに3枚のCDアルバムをリリース。2011年よりアート・デザインプロジェクトphono/graphに参加している。

## メンバー
- 見増勇介 - デザイナー、アートディレクター、「見増勇介デザイン」主宰、京都造形芸術大学情報デザイン学科・講師
- 外山央 - デザイナー、アーティスト、アートユニット「softpad」にも所属している。京都造形芸術大学・非常勤講師
- 真下武久 - メディアアーティスト、成安造形大学メディアデザイン領域・講師

## 旧メンバー
- 尾崎祐介 - プログラマー